# Mossvattnet (Silbodals socken, Värmland)
Mossvattnet är en sjö i Årjängs kommun i Värmland och ingår i Göta älvs huvudavrinningsområde. Sjön har en area på 0,461 kvadratkilometer och ligger 179,9 meter över havet. Sjön avvattnas av vattendraget Mossbäcken.

## Delavrinningsområde
Mossvattnet ingår i det delavrinningsområde (659280-129348) som SMHI kallar för Utloppet av Mossvattnet. Medelhöjden är 190 meter över havet och ytan är 2,41 kvadratkilometer. Det finns inga avrinningsområden uppströms utan avrinningsområdet är högsta punkten. Mossbäcken som avvattnar avrinningsområdet har biflödesordning 4, vilket innebär att vattnet flödar genom totalt 4 vattendrag innan det når havet efter 265 kilometer. Avrinningsområdet består mestadels av skog (62 procent) och sankmarker (14 procent). Avrinningsområdet har 0,45 kvadratkilometer vattenytor vilket ger det en sjöprocent på 18,5 procent.